# Jörg Weidinger
Jörg Weidinger, né le 29 mai 1975, est un pilote de courses de côte et sur circuits allemand.

## Biographie
Il débute en sport automobile en 1994, sur BMW 318i.
Il a obtenu une dizaine de victoires de groupe en championnat continental durant la deuxième moitié des années 2000.
Après avoir évolué sur voitures de Production jusqu'en 2006 (uniquement de marque BMW), il franchit le pas en monoplace l'année suivante sur Osella PA20S, pour 3 saisons.

## Palmarès

### Titres
- Double Champion d'Europe de la montagne  (EMC) de catégorie I, en 2005 et 2006 sur BMW M3 3.2L. (du groupe N);
- Champion d'Allemagne de la montagne cat.I, en 2001, 2002 et 2003 (BMW 318is);
- Champion d'Allemagne de la montagne cat.II en 2009 (Osella PA20S); 
  - Vice-champion d'Allemagne de la montagne cat.II en 2008;

### Victoires en EMC (groupe N)
- Rechberg (2005 et 2006)
- Al Fito (2005)
- Sterberck (2005 et 2006)
- Serra da Estrela (2006)
- Rieti (2006)

### Autres groupes
- Al Fito (2006) (A)
- Rechberg (2007) (C, cat.II)
- Trier (2008) (CN/E2-SC - Sport-Production, cat.II)
- Rechberg (2009) (CN/E2-SC - Sport-Production, cat.II)